# Christa Köhler

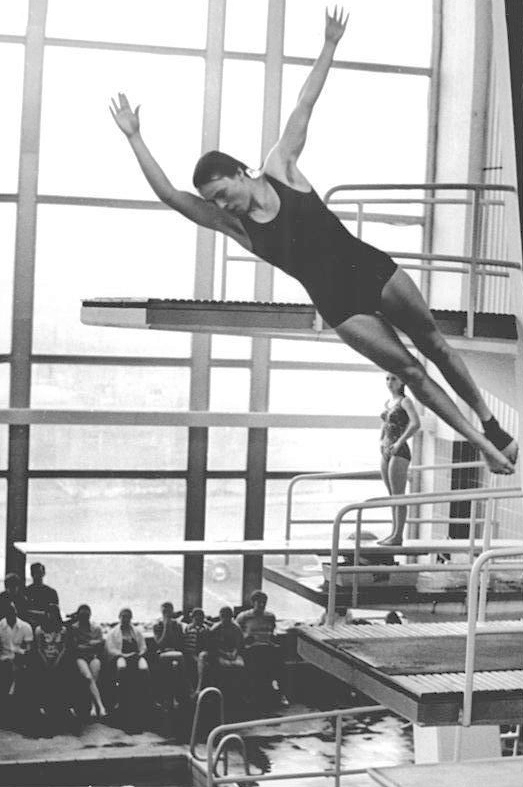
Christa Köhler siegt bei den DDR-Hallenmeisterschaften 1972 im Kunstspringen.

Christa Köhler (* 18. August 1951 in Vilz, Kreis Bad Doberan, nach Heirat Kinast) ist eine ehemalige deutsche Wasserspringerin, die für die DDR 1973 erste Weltmeisterin im Kunstspringen wurde.

## Karriere
Christa Köhler war eine Spezialistin im Kunstspringen vom 3-Meter-Brett. 1966 und 1968 siegte sie bei der Spartakiade, 1969 gewann sie ihren ersten DDR-Meistertitel in der Erwachsenenklasse. Nach einem dritten Platz 1970 und der Vizemeisterschaft 1971 belegte sie bei der DDR-Meisterschaft 1972 wieder den dritten Platz hinter Marina Janicke und Heidi Becker. Bei den Olympischen Spielen 1972 in München erreichten alle drei DDR-Springerinnen das Finale der besten Zwölf, aber Christa Köhler konnte letztlich mit dem elften Platz nicht zufrieden sein. Bei der ersten Weltmeisterschaft 1973 in Belgrad siegte sie dann vor der schwedischen Springerin Ulrika Knape. Ihr punkteträchtigster Sprung mit einem Schwierigkeitsgrad von 2,9 war der anderthalbfache Salto vorwärts mit dreifacher Schraube.
1974 belegte Christa Köhler bei der Europameisterschaft den fünften Platz. Von 1975 bis 1977 siegte sie dreimal in Folge bei der DDR-Meisterschaft. Bei den Olympischen Spielen 1976 in Montreal war die US-Amerikanerin Jennifer Chandler allen anderen Springerinnen klar überlegen, Christa Köhler gewann mit fast vierzig Punkten Rückstand Silber, sie hatte ihrerseits knapp drei Punkte Vorsprung auf Cynthia McIngvale, die zweite Amerikanerin. 1977 gewann Christa Köhler zum Abschluss ihrer Karriere noch den Europameistertitel vor der Dresdnerin Beate Rothe. 1974 und 1976 wurde sie mit dem Vaterländischen Verdienstorden in Bronze ausgezeichnet.
Christa Köhler startete für den SC Empor Rostock und trainierte bei Max Kinast, den sie nach ihrer Karriere heiratete. Als Christa Kinast wurde sie selber Trainerin beim SC Empor Rostock, sie ist heute Trainerin beim Olympiastützpunkt Mecklenburg-Vorpommern sowie beim Wasserspringerclub Rostock.